# Marathon (film, 1988)
Pour les articles homonymes, voir Marathon.
Pour plus de détails, voir Fiche technique et Distribution.
Marathon (connu aussi sous le titre Run for Your Life) est un film britannico-italien réalisé par Terence Young, sorti en 1988.

## Fiche technique
- Titre : Marathon
- Titre alternatif : Run for Your Life
- Réalisation : Terence Young
- Scénario : Robert Brodie Booth d'après le roman de Tommy Iwering
- Photographie : Franco Di Giacomo
- Production : Roberta Cadringher, Tommy Iwering et Michael Stern
- Pays d'origine : Royaume-Uni - Italie
- Date de sortie : 1988

## Distribution
- David Carradine (VF : Marc de Georgi) : Major Charles Forsythe
- Lauren Hutton (VF : Denise Metmer) : Sarah Forsythe
- George Segal (VF : Pierre Hatet) : Alan Morani
- Franco Nero (VF : Mario Santini) : le commissaire
- Sabine Sun : Ann Moorcroft
- Anthony Dawson : le colonel Moorcroft
- Jill Pearson (VF : Martine Meiraeghe) : Dr Maroussia
- Gregg Stewart : le lieutenant Walker